# Neritos hampsoni
Trichromia hampsoni là một loài bướm đêm thuộc phân họ Arctiinae, họ Erebidae.